# Parque nacional de Karkaraly
Parque Nacional de Karkaraly (en kazajo: Қарқаралы мемлекеттік ұлттық табиғи паркі; en ruso: Каркаралинский государственный национальный природный парк) es una reserva protegida y parque nacional en la región de Karaganda (Provincia de Karagandy) del país euroasiático de Kazajistán. La sede del parque está en la ciudad de Karkaraly, 244 km al este de Karaganda.
La superficie total del parque nacional Karkaraly es de 112 120 hectáreas, de las cuales 44 339,5 hectáreas están cubiertas de bosques.
- El territorio del parque se divide en 4 áreas:
  - Los bosques de montaña - 25 576 hectáreas
  - Bosque de Karkaraly - 23 846 hectáreas
  - Bosque de Kent - 40 901 hectáreas
  - Baktuh - 21 797 hectáreas
- Cerca del parque se encuentran otras dos áreas protegidas:
  - Reserva Nacional de Bektauata - 500 hectáreas
  - Reserva Nacional de Beldeutac - 44 660 hectáreas